# 椿文子
椿 文子（つばき あやこ、1969年12月3日 - ）は、日本のショートトラックスピードスケート選手（冬季五輪日本代表選手）。農業家（北海道指導農業士）・教育者・スケート指導者（日本スケート連盟強化コーチ）。鵡川農業協同組合（JAむかわ）理事を務めた。

## 来歴
北海道勇払郡鵡川町（現・むかわ町）の生まれ。少女のころスケートを始め、瞬く間に全国大会で活躍した。
1994年、リレハンメルオリンピックに日本代表として出場。500ｍに出場した。同年、外ノ池亜希、新谷志保美らとともに長野県スケート連盟栄光賞を受ける。1998年、長野オリンピックに日本代表として出場。500ｍに出場した。
2006年、トリノオリンピック日本代表コーチ。2010年、バンクーバーオリンピック日本代表コーチ。
2020年、北海道内を走る東京オリンピック聖火ランナーのうち北海道実行委員会（鈴木直道会長）が選考した46人の1人に入る。しかし東京オリンピックは新型コロナウイルスで延期になり、延期後の2021年の聖火リレーは公道でのリレーが中止になり、結局聖火ランナーとしては出走できなかった。
引退後、レタスの栽培方法の研究に没頭。鵡川農業協同組合（JAむかわ）幹部（理事）を務める。北海道指導農業士。
むかわ町まちづくり委員会教育・防災・行政部会リーダーなどの要職を歴任した。
所属先は駒澤大学附属苫小牧高等学校→中京短期大学→帝産オート（1994年時点）→苫小牧臨床検査センター（1998年時点）→エムエイトスポーツクラブ（2006年時点）→メディカルフィットネスとちの木（2010年時点）